# Stoffa da campioni - Cambio di gioco
Stoffa da campioni - Cambio di gioco (The Mighty Ducks: Game Changers) è una serie televisiva statunitense del 2021 ideata da Steven Brill, Josh Goldsmith e Cathy Yuspa.
È basata sul film del 1992 diretto da Stephen Herek Stoffa da campioni.
Il 2 agosto 2021 la serie viene rinnovata per una seconda stagione, mentre a febbraio 2023 è stata annunciata la sua cancellazione.

## Trama
Un dodicenne di nome Evan, dopo essere stato espulso dalla sua squadra di hockey, la Mighty Ducks, decide su sollecitazione di sua madre e anche grazie all'aiuto dell'allenatore originale dei Ducks, Gordon Bombay, di formare una nuova squadra di hockey con altri ragazzi che si trovano nella sua stessa situazione.

## Episodi
| Stagione         | Episodi | Pubblicazione USA | Pubblicazione Italia |
| ---------------- | ------- | ----------------- | -------------------- |
| Prima stagione   | 10      | 2021              | 2021                 |
| Seconda stagione | 10      | 2022              | 2022                 |

## Produzione

### Pre-produzione
Nel 2018, Steven Brill e Jordan Kerner, rispettivamente sceneggiatore e produttore del film del 1992, hanno presentato al capo della ABC Signature Tracy Underwood un progetto su una serie TV basata sul film Stoffa da campioni, poi approvato per lo sviluppo. L'8 novembre 2018, è stato comunicato che la serie sarebbe stata distribuita sul servizio di streaming della Disney, Disney+. Il 6 novembre dell'anno successivo, è stato annunciato che Josh Goldsmith, Cathy Yuspa, George Heller e Brad Petrigala sarebbero stati co-produttori esecutivi della serie insieme a Brill.

### Cast
Nel febbraio 2020 è stato annunciato che Lauren Graham e Brady Noon erano entrati nel cast della serie, nei ruoli dei protagonisti, e che Emilio Estevez sarebbe tornato a recitare nei panni di Gordon Bombay, che già aveva interpretato nel film del 1992, e che avrebbe diretto un episodio. Successivamente anche Swayam Bhatia, Taegen Burns, Julee Cerda, Bella Higginbotham, Luke Islam, Kiefer O'Reilly, Maxwell Simkins e De'Jon Watts si sono uniti al cast.

### Riprese
Inizialmente le riprese della serie sarebbero dovuto iniziare il 18 febbraio 2020 e terminare l'11 giugno successivo, ma hanno subito dei ritardi. Ad agosto 2020, è stato reso noto che sarebbero potute iniziare ufficialmente a breve, perché i Disney Studios avevano stretto un accordo con i sindacati della Columbia Britannica per testare i membri del cast e della troupe a causa della pandemia di COVID-19 in corso. Le riprese sono cominciate ufficialmente a settembre 2020 e si sono concluse il 17 dicembre dello stesso anno, si sono svolte a Vancouver, in Canada.

## Promozione
Il trailer è stato pubblicato il 3 marzo 2021.

## Distribuzione
La serie è uscita sulla piattaforma di streaming Disney+ il 26 marzo 2021.

### Edizione italiana
Il doppiaggio italiano della serie televisiva è stato effettuato presso la CDC Sefit Group con la collaborazione della Royfilm e diretto da Sandro Acerbo su dialoghi di Laura Giordani.

## Accoglienza

### Critica
Sull'aggregatore di recensioni Rotten Tomatoes la prima stagione ha ottenuto un punteggio medio di su 8,8 su 10, sulla base di 33 recensioni; mentre su Metacritic di 71 su 100, su 15 recensioni.